# Kanada az 1994. évi téli olimpiai játékokon
Kanada a norvégiai Lillehammerben megrendezett 1994. évi téli olimpiai játékok egyik részt vevő nemzete volt. Az országot az olimpián 9 sportágban 25 sportoló képviselte, akik összesen 13 érmet szereztek.

## Érmesek
| Érem  | Versenyző | Sportág                    | Versenyszám                |
| ----- | --- | -------------------------- | -------------------------- |
| Arany | Myriam Bédard | Biatlon                    | Női 7,5 km sprint          |
| Arany | Myriam Bédard | Biatlon                    | Női 15 km egyéni indításos |
| Arany | Jean-Luc Brassard | Síakrobatika               | Férfi mogul                |
| Ezüst | Susan Auch | Gyorskorcsolya             | Női 500 m                  |
| Ezüst | Nemzeti válogatott Corey Hirsch Adrian Aucoin Derek Mayer Brad Werenka Ken Lovsin Todd Hlushko Fabian Joseph Paul Kariya Petr Nedvěd Dwayne Norris Greg Johnson Brian Savage Wally Schreiber Todd Warriner Greg Parks Mark Astley Jean Yves Roy Chris Kontos David Harlock Manny Legacé Allain Roy Chris Therien Brad Schlegel | Jégkorong                  | Férfi                      |
| Ezüst | Elvis Stojko | Műkorcsolya                | Férfi egyéni               |
| Ezüst | Nathalie Lambert | Rövidpályás gyorskorcsolya | Női 1000 m                 |
| Ezüst | Christine Boudrias Isabelle Charest Angela Cutrone Sylvie Daigle | Rövidpályás gyorskorcsolya | Női 3000 m váltó           |
| Ezüst | Philippe LaRoche | Síakrobatika               | Férfi ugrás                |
| Bronz | Edi Podivinsky | Alpesisí                   | Férfi lesiklás             |
| Bronz | Isabelle Brasseur Lloyd Eisler | Műkorcsolya                | Páros                      |
| Bronz | Marc Gagnon | Rövidpályás gyorskorcsolya | Férfi 1000 m               |
| Bronz | Lloyd Langlois | Síakrobatika               | Férfi ugrás                |

## Alpesisí
Férfi
| Versenyző     | Versenyszám            | 1. futam | 1. futam | 2. futam      | 2. futam      | Összesítés    | Összesítés    |
| Versenyző     | Versenyszám            | Idő      | Hely.    | Idő           | Hely.         | Idő           | Helyezés      |
| ------------- | ---------------------- | -------- | -------- | ------------- | ------------- | ------------- | ------------- |
| Rob Crossan   | Műlesiklás             | 1:03,45  | 17.      | nem ért célba | nem ért célba | kiesett       | kiesett       |
| Rob Crossan   | Óriás-műlesiklás       | 1:30,85  | 23.      | 1:25,25       | 20.           | 2:56,10       | 20.           |
| Thomas Grandi | Műlesiklás             | 1:03,48  | 18.      | 1:02,06       | 12.           | 2:05,54       | 14.           |
| Thomas Grandi | Óriás-műlesiklás       | 1:29,97  | 17.      | 1:24,79       | 17.           | 2:54,76       | 16.           |
| Cary Mullen   | Lesiklás               |          |          |               |               | nem ért célba | nem ért célba |
| Cary Mullen   | Szuperóriás-műlesiklás |          |          |               |               | 1:34,84       | 24.           |
| Ed Podivinsky | Lesiklás               |          |          |               |               | 1:45,87       |               |
| Ed Podivinsky | Szuperóriás-műlesiklás |          |          |               |               | nem ért célba | nem ért célba |
| Luke Sauder   | Lesiklás               |          |          |               |               | 1:47,45       | 27.           |
| Ralf Socher   | Lesiklás               |          |          |               |               | 1:47,93       | 31.           |
| Ralf Socher   | Szuperóriás-műlesiklás |          |          |               |               | nem ért célba | nem ért célba |
| Brian Stemmle | Szuperóriás-műlesiklás |          |          |               |               | 1:34,99       | 26.           |

| Versenyző     | Versenyszám | Lesiklás | Lesiklás | Műlesiklás    | Műlesiklás    | Műlesiklás | Műlesiklás | Műlesiklás | Műlesiklás | Összesítés | Összesítés |
| Versenyző     | Versenyszám | Lesiklás | Lesiklás | 1. futam      | 1. futam      | 2. futam   | 2. futam   | Össz.      | Össz.      | Összesítés | Összesítés |
| Versenyző     | Versenyszám | Idő      | Hely.    | Idő           | Hely.         | Idő        | Hely.      | Idő        | Hely.      | Idő        | Helyezés   |
| ------------- | ----------- | -------- | -------- | ------------- | ------------- | ---------- | ---------- | ---------- | ---------- | ---------- | ---------- |
| Cary Mullen   | Összetett   | 1:37,33  | 4.       | nem ért célba | nem ért célba | kiesett    | kiesett    | kiesett    | kiesett    | kiesett    | kiesett    |
| Ed Podivinsky | Összetett   | 1:37,45  | 5.       | nem ért célba | nem ért célba | kiesett    | kiesett    | kiesett    | kiesett    | kiesett    | kiesett    |

Női
| Versenyző          | Versenyszám            | 1. futam      | 1. futam      | 2. futam      | 2. futam      | Összesítés | Összesítés |
| Versenyző          | Versenyszám            | Idő           | Hely.         | Idő           | Hely.         | Idő        | Helyezés   |
| ------------------ | ---------------------- | ------------- | ------------- | ------------- | ------------- | ---------- | ---------- |
| Kerrin Lee-Gartner | Lesiklás               |               |               |               |               | 1:38,22    | 19.        |
| Kerrin Lee-Gartner | Szuperóriás-műlesiklás |               |               |               |               | 1:22,98    | 8.         |
| Michelle Ruthven   | Lesiklás               |               |               |               |               | 1:38,88    | 30.        |
| Michelle Ruthven   | Szuperóriás-műlesiklás |               |               |               |               | 1:24,13    | 25.        |
| Kate Pace-Lindsay  | Lesiklás               |               |               |               |               | 1:37,17    | 5.         |
| Kate Pace-Lindsay  | Szuperóriás-műlesiklás |               |               |               |               | 1:23,22    | 12.        |
| Mélanie Turgeon    | Műlesiklás             | nem ért célba | nem ért célba | kiesett       | kiesett       | kiesett    | kiesett    |
| Mélanie Turgeon    | Óriás-műlesiklás       | 1:25,10       | 30.           | nem ért célba | nem ért célba | kiesett    | kiesett    |

| Versenyző        | Versenyszám | Lesiklás | Lesiklás | Műlesiklás | Műlesiklás | Műlesiklás | Műlesiklás | Műlesiklás | Műlesiklás | Összesítés | Összesítés |
| Versenyző        | Versenyszám | Lesiklás | Lesiklás | 1. futam   | 1. futam   | 2. futam   | 2. futam   | Össz.      | Össz.      | Összesítés | Összesítés |
| Versenyző        | Versenyszám | Idő      | Hely.    | Idő        | Hely.      | Idő        | Hely.      | Idő        | Hely.      | Idő        | Helyezés   |
| ---------------- | ----------- | -------- | -------- | ---------- | ---------- | ---------- | ---------- | ---------- | ---------- | ---------- | ---------- |
| Michelle Ruthven | Összetett   | 1:29,92  | 20.      | nem indult | nem indult | kiesett    | kiesett    | kiesett    | kiesett    | kiesett    | kiesett    |

## Biatlon
Férfi
| Versenyző      | Versenyszám  | Lövőhiba    | Időeredmény | Helyezés |
| -------------- | ------------ | ----------- | ----------- | -------- |
| Steve Cyr      | 10 km sprint | 3 (1+2)     | 30:41,2     | 26.      |
| Steve Cyr      | 20 km egyéni | 6 (1+1+2+2) | 1:02:20,7   | 43.      |
| Glenn Rupertus | 10 km sprint | 5 (4+1)     | 32:47,7     | 62.      |
| Glenn Rupertus | 20 km egyéni | 5 (0+2+1+2) | 1:03:05,9   | 49.      |

Női
| Versenyző                                            | Versenyszám      | Lövőhiba    | Időeredmény | Helyezés |
| ---------------------------------------------------- | ---------------- | ----------- | ----------- | -------- |
| Myriam Bédard                                        | 7,5 km sprint    | 2 (0+2)     | 26:08,8     |          |
| Myriam Bédard                                        | 15 km egyéni     | 2 (0+1+0+1) | 52:06,6     |          |
| Kristin Berg                                         | 15 km egyéni     | 6 (3+1+1+1) | 59:36,5     | 51.      |
| Gillian Hamilton                                     | 7,5 km sprint    | 2 (0+2)     | 28:43,0     | 45.      |
| Lise Meloche                                         | 7,5 km sprint    | 1 (1+0)     | 28:25,0     | 37.      |
| Lise Meloche                                         | 15 km egyéni     | 2 (0+0+0+2) | 55:27,4     | 18.*     |
| Jane Isakson Myriam Bédard Kristin Berg Lise Meloche | 4 × 7,5 km váltó | 6           | 2:02:22,7   | 15.      |

* - egy másik versenyzővel azonos eredményt ért el

## Bob
| Versenyző                                                  | Versenyszám | 1. futam | 1. futam | 2. futam | 2. futam | 3. futam | 3. futam | 4. futam | 4. futam | Összesítés | Összesítés |
| Versenyző                                                  | Versenyszám | Idő      | Hely.    | Idő      | Hely.    | Idő      | Hely.    | Idő      | Hely.    | Idő        | Helyezés   |
| ---------------------------------------------------------- | ----------- | -------- | -------- | -------- | -------- | -------- | -------- | -------- | -------- | ---------- | ---------- |
| Pierre Lueders Dave MacEachern                             | Kettes      | 52,63    | 4.       | 53,25    | 8.       | 53,11    | 11.      | 53,19    | 4.*      | 3:32,18    | 7.*        |
| Chris Lori Glenroy Gilbert                                 | Kettes      | 52,99    | 12.*     | 53,72    | 22.*     | 53,22    | 14.      | 53,56    | 15.      | 3:33,49    | 15.        |
| Pierre Lueders Dave MacEachern Jack Pyc Pascal Caron       | Négyes      | 52,22    | 11.      | 52,51    | 17.      | 52,31    | 7.*      | 52,53    | 11.      | 3:29,57    | 12.        |
| Chris Lori Chris Farstad Sheridon Baptiste Glenroy Gilbert | Négyes      | 52,11    | 10.      | 52,32    | 11.      | 52,57    | 14.      | 52,56    | 12.      | 3:29,56    | 11.        |

* - egy másik csapattal azonos eredményt ért el

## Gyorskorcsolya
Férfi
| Versenyző        | Versenyszám | Eredmény | Helyezés |
| ---------------- | ----------- | -------- | -------- |
| Pat Bouchard     | 1500 m      | 1:59,83  | 38.      |
| Sylvain Bouchard | 500 m       | 37,01    | 11.      |
| Sylvain Bouchard | 1000 m      | 1:13,56  | 5.       |
| Mike Hall        | 5000 m      | 6:59,58  | 22.      |
| Mike Ireland     | 500 m       | 37,67    | 26.      |
| Sean Ireland     | 500 m       | 37,30    | 17.      |
| Sean Ireland     | 1000 m      | 1:14,31  | 16.      |
| Pat Kelly        | 500 m       | 37,07    | 12.*     |
| Pat Kelly        | 1000 m      | 1:13,67  | 6.       |
| Pat Kelly        | 1500 m      | 1:55,81  | 24.      |
| Neal Marshall    | 1500 m      | 1:53,56  | 7.       |
| Neal Marshall    | 5000 m      | 6:58,44  | 17.      |
| Kevin Scott      | 1000 m      | 1:13,82  | 10.      |
| Kevin Scott      | 1500 m      | 1:56,68  | 28.      |

Női
| Versenyző            | Versenyszám | Eredmény | Helyezés |
| -------------------- | ----------- | -------- | -------- |
| Susan Auch           | 500 m       | 39,61    |          |
| Susan Auch           | 1000 m      | 1:20,72  | 8.       |
| Linda Johnson        | 500 m       | 41,42    | 26.      |
| Catriona Le May Doan | 500 m       | 59,75~   | 33.      |
| Catriona Le May Doan | 1000 m      | 1:21,98  | 19.      |
| Catriona Le May Doan | 1500 m      | 2:07,19  | 17.      |
| Ingrid Liepa         | 1000 m      | 1:23,19  | 28.*     |
| Ingrid Liepa         | 1500 m      | 2:09,97  | 28.      |
| Ingrid Liepa         | 3000 m      | 4:28,28  | 14.      |
| Ingrid Liepa         | 5000 m      | 7:49,39  | 16.      |
| Michelle Morton      | 500 m       | 40,71    | 16.      |
| Michelle Morton      | 1000 m      | 1:24,41  | 33.      |
| Michelle Morton      | 1500 m      | 2:08,53  | 24.      |

* - egy másik versenyzővel azonos eredményt ért el

~ - a futam során elesett

## Jégkorong
| Kanadai nemzeti férfi jégkorongcsapat-játékoskeret                                                                       | Kanadai nemzeti férfi jégkorongcsapat-játékoskeret                                                               | Kanadai nemzeti férfi jégkorongcsapat-játékoskeret                                                              |
| --- | --- | --- |
| - Mark Astley - Adrian Aucoin - David Harlock - Corey Hirsch - Todd Hlushko - Greg Johnson - Fabian Joseph - Paul Kariya | - Chris Kontos - Manny Legacé - Ken Lovsin - Derek Mayer - Petr Nedvěd - Dwayne Norris - Greg Parks - Allain Roy | - Jean Yves Roy - Brian Savage - Brad Schlegel - Wally Schreiber - Chris Therien - Todd Warriner - Brad Werenka |

B csoport
| Hely. | Csapat           | M | Gy | D | V | G+ | G– | Gk  | P | Továbbjutás     |
| ----- | ---------------- | - | -- | - | - | -- | -- | --- | - | --------------- |
| 1.    | Szlovákia        | 5 | 3  | 2 | 0 | 26 | 14 | +12 | 8 | Negyeddöntő     |
| 2.    | Kanada           | 5 | 3  | 1 | 1 | 17 | 11 | +6  | 7 | Negyeddöntő     |
| 3.    | Svédország       | 5 | 3  | 1 | 1 | 23 | 13 | +10 | 7 | Negyeddöntő     |
| 4.    | Egyesült Államok | 5 | 1  | 3 | 1 | 21 | 17 | +4  | 5 | Negyeddöntő     |
| 5.    | Olaszország      | 5 | 1  | 0 | 4 | 15 | 31 | −16 | 2 | A 9–12. helyért |
| 6.    | Franciaország    | 5 | 0  | 1 | 4 | 11 | 27 | −16 | 1 | A 9–12. helyért |

1. 1 2  Svédország 2–3 Kanada

| 1994. február 13. 17:30 | Olaszország (ITA) | 2–7 (1–2, 0–4, 1–1) | Kanada (CAN) | Gjøvik Olympic Cavern Hall, Gjøvik Nézőszám: 5170 |

| | David Delfino Mike Rosati | Kapusok                               | Corey Hirsch | Játékvezető: Börje Johansson Vonalbírók: John Svarstad Erik Larssen |
| \| \| 0–1 \| 07:32 − Nedvěd (Werenka, Kariya) (PP) \| \| De Toni − 08:16 \| 1–1 \| \| \| \| 1–2 \| 19:40 − Werenka (Kariya) (PP) \| \| \| 1–3 \| 21:24 − Schreiber (Mayer) \| \| \| 1–4 \| 27:43 − Hlushko (Astley) \| \| \| 1–5 \| 36:23 − Kontos (Savage) \| \| \| 1–6 \| 39:39 − Kontos (Nedvěd) \| \| Orlando − 47:13 \| 2–6 \| \| \| \| 2–7 \| 54:58 − Nedvěd (Kariya) \| |                           |                                       |              | Játékvezető: Börje Johansson Vonalbírók: John Svarstad Erik Larssen |
| 14 perc | Büntetések                | 16 perc                               |              | Játékvezető: Börje Johansson Vonalbírók: John Svarstad Erik Larssen |
| 29 | Lövések                   | 38                                    |              | Játékvezető: Börje Johansson Vonalbírók: John Svarstad Erik Larssen |
| | 0–1                       | 07:32 − Nedvěd (Werenka, Kariya) (PP) |              | Játékvezető: Börje Johansson Vonalbírók: John Svarstad Erik Larssen |
| De Toni − 08:16 | 1–1                       |                                       |              | Játékvezető: Börje Johansson Vonalbírók: John Svarstad Erik Larssen |
| | 1–2                       | 19:40 − Werenka (Kariya) (PP)         |              | Játékvezető: Börje Johansson Vonalbírók: John Svarstad Erik Larssen |
| | 1–3                       | 21:24 − Schreiber (Mayer)             |              |                                                                     |
| | 1–4                       | 27:43 − Hlushko (Astley)              |              |                                                                     |
| | 1–5                       | 36:23 − Kontos (Savage)               |              |                                                                     |
| | 1–6                       | 39:39 − Kontos (Nedvěd)               |              |                                                                     |
| Orlando − 47:13 | 2–6                       |                                       |              |                                                                     |
| | 2–7                       | 54:58 − Nedvěd (Kariya)               |              |                                                                     |

| 1994. február 15. 20:00 | Kanada (CAN) | 3–1 (1–0, 2–0, 0–1) | Franciaország (FRA) | Håkons Hall, Lillehammer Nézőszám: 6445 |

| | Corey Hirsch | Kapusok         | Petri Ylönen | Játékvezető: Rob Hearn Vonalbírók: Jouni Lojander Helmuth Mair |
| \| Hlushko (Parks) − 02:26 \| 1–0 \| \| \| Hlushko (Parks) − 35.13 \| 2–0 \| \| \| Warriner (Norris) − 39:43 \| 3–0 \| \| \| \| 3–1 \| 42:29 − Laporte \| |              |                 |              | Játékvezető: Rob Hearn Vonalbírók: Jouni Lojander Helmuth Mair |
| 10 perc | Büntetések   | 10 perc         |              | Játékvezető: Rob Hearn Vonalbírók: Jouni Lojander Helmuth Mair |
| 35 | Lövések      | 10              |              | Játékvezető: Rob Hearn Vonalbírók: Jouni Lojander Helmuth Mair |
| Hlushko (Parks) − 02:26 | 1–0          |                 |              | Játékvezető: Rob Hearn Vonalbírók: Jouni Lojander Helmuth Mair |
| Hlushko (Parks) − 35.13 | 2–0          |                 |              | Játékvezető: Rob Hearn Vonalbírók: Jouni Lojander Helmuth Mair |
| Warriner (Norris) − 39:43 | 3–0          |                 |              | Játékvezető: Rob Hearn Vonalbírók: Jouni Lojander Helmuth Mair |
| | 3–1          | 42:29 − Laporte |              |                                                                |

| 1994. február 17. 20:00 | Kanada (CAN) | 3–3 (1–0, 1–2, 1–1) | Egyesült Államok (USA) | Håkons Hall, Lillehammer Nézőszám: 9245 |

| | Corey Hirsch | Kapusok                                   | Garth Snow | Játékvezető: Börje Johansson Vonalbírók: Stephan Eriksson Johan Norrman |
| \| Norris (Savage, Warriner) − 04:46 \| 1–0 \| \| \| \| 1–1 \| 21:06 − Rolston (Sacco, Roberts) \| \| \| 1–2 \| 29:43 − Rolston (Beaufait, Roberts) (PP2) \| \| Nedvěd (PS) − 32.09 \| 2–2 \| \| \| Norris − 41:16 \| 3–2 \| \| \| \| 3–3 \| 59:32 − Marchant (Roberts) (PP) \| |              |                                           |            | Játékvezető: Börje Johansson Vonalbírók: Stephan Eriksson Johan Norrman |
| 14 perc | Büntetések   |                                           |            | Játékvezető: Börje Johansson Vonalbírók: Stephan Eriksson Johan Norrman |
| 32 | Lövések      | 29                                        |            | Játékvezető: Börje Johansson Vonalbírók: Stephan Eriksson Johan Norrman |
| Norris (Savage, Warriner) − 04:46 | 1–0          |                                           |            | Játékvezető: Börje Johansson Vonalbírók: Stephan Eriksson Johan Norrman |
| | 1–1          | 21:06 − Rolston (Sacco, Roberts)          |            | Játékvezető: Börje Johansson Vonalbírók: Stephan Eriksson Johan Norrman |
| | 1–2          | 29:43 − Rolston (Beaufait, Roberts) (PP2) |            | Játékvezető: Börje Johansson Vonalbírók: Stephan Eriksson Johan Norrman |
| Nedvěd (PS) − 32.09 | 2–2          |                                           |            |                                                                         |
| Norris − 41:16 | 3–2          |                                           |            |                                                                         |
| | 3–3          | 59:32 − Marchant (Roberts) (PP)           |            |                                                                         |

| 1994. február 19. 15:00 | Kanada (CAN) | 1–3 (1–1, 0–1, 0–1) | Szlovákia (SVK) | Håkons Hall, Lillehammer Nézőszám: 9245 |

| | Corey Hirsch | Kapusok                                | Eduard Hartmann | Játékvezető: Mika Lepaus Vonalbírók: Jay Borman Szergej Feofanov |
| \| Kariya − 01:06 \| 1–0 \| \| \| \| 1–1 \| 17:13 − Daňo (Pálffy) \| \| \| 1–2 \| 23:27 − Švehla (Jánoš) (PP) \| \| \| 1–3 \| 59:49 − Daňo (Šťastný, Bača) (SH, ENG) \| |              |                                        |                 | Játékvezető: Mika Lepaus Vonalbírók: Jay Borman Szergej Feofanov |
| 12 perc | Büntetések   | 14 perc                                |                 | Játékvezető: Mika Lepaus Vonalbírók: Jay Borman Szergej Feofanov |
| 25 | Lövések      | 27                                     |                 | Játékvezető: Mika Lepaus Vonalbírók: Jay Borman Szergej Feofanov |
| Kariya − 01:06 | 1–0          |                                        |                 | Játékvezető: Mika Lepaus Vonalbírók: Jay Borman Szergej Feofanov |
| | 1–1          | 17:13 − Daňo (Pálffy)                  |                 | Játékvezető: Mika Lepaus Vonalbírók: Jay Borman Szergej Feofanov |
| | 1–2          | 23:27 − Švehla (Jánoš) (PP)            |                 | Játékvezető: Mika Lepaus Vonalbírók: Jay Borman Szergej Feofanov |
| | 1–3          | 59:49 − Daňo (Šťastný, Bača) (SH, ENG) |                 |                                                                  |

| 1994. február 21. 15:00 | Svédország (SWE) | 2–3 (1–1, 1–2, 0–0) | Kanada (CAN) | Håkons Hall, Lillehammer Nézőszám: 9245 |

| | Tommy Salo | Kapusok                  | Corey Hirsch | Játékvezető: Peter Slapke Vonalbírók: Jouni Lojander Szergej Feofanov |
| \| \| 0–1 \| 02:39 − Kontos (Johnson) \| \| Hansson (PP) − 08:57 \| 1–1 \| \| \| \| 1–2 \| 21:26 − Hlushko \| \| Loob (Näslund) − 25:19 \| 2–2 \| \| \| \| 2–3 \| 30:56 − Nedvěd (Joseph) \| |            |                          |              | Játékvezető: Peter Slapke Vonalbírók: Jouni Lojander Szergej Feofanov |
| 16 perc | Büntetések | 22 perc                  |              | Játékvezető: Peter Slapke Vonalbírók: Jouni Lojander Szergej Feofanov |
| 36 | Lövések    | 30                       |              | Játékvezető: Peter Slapke Vonalbírók: Jouni Lojander Szergej Feofanov |
| | 0–1        | 02:39 − Kontos (Johnson) |              | Játékvezető: Peter Slapke Vonalbírók: Jouni Lojander Szergej Feofanov |
| Hansson (PP) − 08:57 | 1–1        |                          |              | Játékvezető: Peter Slapke Vonalbírók: Jouni Lojander Szergej Feofanov |
| | 1–2        | 21:26 − Hlushko          |              | Játékvezető: Peter Slapke Vonalbírók: Jouni Lojander Szergej Feofanov |
| Loob (Näslund) − 25:19 | 2–2        |                          |              |                                                                       |
| | 2–3        | 30:56 − Nedvěd (Joseph)  |              |                                                                       |

Negyeddöntő
| 1994. február 23. 15:00 | Kanada (CAN) | 3–2 (h.u.) (0–1, 1–0, 1–1) (h.u.: 1–0) | Csehország (CZE) | Gjøvik, Fjellhallen Nézőszám: 4180 |

| | Corey Hirsch | Kapusok                  | Petr Bříza | Játékvezető: Mika Lepaus Vonalbírók: Stephan Eriksson Johan Norrman |
| \| \| 0–1 \| 19:34 – Janecký (SH) \| \| Savage – 26:40 \| 1–1 \| \| \| \| 1–2 \| 35:42 – Kučera (Janecký) \| \| Savage (Norris) – 54:35 \| 2–2 \| \| \| Kariya (PP) – 65:54 \| 3–2 \| \| |              |                          |            | Játékvezető: Mika Lepaus Vonalbírók: Stephan Eriksson Johan Norrman |
| 10 perc | Büntetések   | 8 perc                   |            | Játékvezető: Mika Lepaus Vonalbírók: Stephan Eriksson Johan Norrman |
| 24 | Lövések      | 37                       |            | Játékvezető: Mika Lepaus Vonalbírók: Stephan Eriksson Johan Norrman |
| | 0–1          | 19:34 – Janecký (SH)     |            | Játékvezető: Mika Lepaus Vonalbírók: Stephan Eriksson Johan Norrman |
| Savage – 26:40 | 1–1          |                          |            | Játékvezető: Mika Lepaus Vonalbírók: Stephan Eriksson Johan Norrman |
| | 1–2          | 35:42 – Kučera (Janecký) |            | Játékvezető: Mika Lepaus Vonalbírók: Stephan Eriksson Johan Norrman |
| Savage (Norris) – 54:35 | 2–2          |                          |            |                                                                     |
| Kariya (PP) – 65:54 | 3–2          |                          |            |                                                                     |

Elődöntő
| 1994. február 25. 19:30 | Finnország (FIN) | 3–5 (0–0, 2–2, 1–3) | Kanada (CAN) | Gjøvik, Fjellhallen Nézőszám: 5237 |

| | Jukka Tammi | Kapusok                           | Corey Hirsch | Játékvezető: Rob Hearn Vonalbírók: Stephan Eriksson Johan Norrman |
| \| Koivu (Peltonen) (PP) – 22:08 \| 1–0 \| \| \| Keskinen (Virta) – 23:48 \| 2–0 \| \| \| \| 2–1 \| 35:59 – Hlushko (Joseph) \| \| \| 2–2 \| 39:24 – Nedvěd (PP) \| \| \| 2–3 \| 44:27 – Werenka (Johnson, Kariya) \| \| \| 2–4 \| 47:30 – Roy (Werenka, Mayer) (PP) \| \| \| 2–5 \| 54:19 – Parks \| \| Lehtinen (Nieminen, Keskinen) – 59:25 \| 3–5 \| \| |             |                                   |              | Játékvezető: Rob Hearn Vonalbírók: Stephan Eriksson Johan Norrman |
| 12 perc | Büntetések  | 8 perc                            |              | Játékvezető: Rob Hearn Vonalbírók: Stephan Eriksson Johan Norrman |
| 33 | Lövések     | 33                                |              | Játékvezető: Rob Hearn Vonalbírók: Stephan Eriksson Johan Norrman |
| Koivu (Peltonen) (PP) – 22:08 | 1–0         |                                   |              | Játékvezető: Rob Hearn Vonalbírók: Stephan Eriksson Johan Norrman |
| Keskinen (Virta) – 23:48 | 2–0         |                                   |              | Játékvezető: Rob Hearn Vonalbírók: Stephan Eriksson Johan Norrman |
| | 2–1         | 35:59 – Hlushko (Joseph)          |              | Játékvezető: Rob Hearn Vonalbírók: Stephan Eriksson Johan Norrman |
| | 2–2         | 39:24 – Nedvěd (PP)               |              |                                                                   |
| | 2–3         | 44:27 – Werenka (Johnson, Kariya) |              |                                                                   |
| | 2–4         | 47:30 – Roy (Werenka, Mayer) (PP) |              |                                                                   |
| | 2–5         | 54:19 – Parks                     |              |                                                                   |
| Lehtinen (Nieminen, Keskinen) – 59:25 | 3–5         |                                   |              |                                                                   |

Döntő
| 1994. február 27. 15:15 | Kanada (CAN) | 2–3 (sz.) (0–1, 0–0, 2–1) (h.u.: 0–0) (sz.: 0–1) | Svédország (SWE) | Håkons Hall, Lillehammer Nézőszám: 9245 |

| | Corey Hirsch | Kapusok                                                  | Tommy Salo | Játékvezető: Rob Hearn Vonalbírók: Jay Borman Václav Český |
| \| \| 0–1 \| 06:10 – Jonsson (Loob, Forsberg) (PP) \| \| Kariya (Kontos, Johnson) – 49:08 \| 1–1 \| \| \| Mayer – 51:43 \| 2–1 \| \| \| \| 2–2 \| 58:11 – Svensson (Forsberg, Jonsson) (PP) \| |              |                                                          |            | Játékvezető: Rob Hearn Vonalbírók: Jay Borman Václav Český |
| Nedvěd Kariya Norris Parks Johnson Nedvěd Kariya | Szétlövés    | Loob Svensson Näslund Forsberg Hansson Svensson Forsberg |            | Játékvezető: Rob Hearn Vonalbírók: Jay Borman Václav Český |
| 10 perc | Büntetések   | 10 perc                                                  |            | Játékvezető: Rob Hearn Vonalbírók: Jay Borman Václav Český |
| 21 | Lövések      | 42                                                       |            | Játékvezető: Rob Hearn Vonalbírók: Jay Borman Václav Český |
| | 0–1          | 06:10 – Jonsson (Loob, Forsberg) (PP)                    |            | Játékvezető: Rob Hearn Vonalbírók: Jay Borman Václav Český |
| Kariya (Kontos, Johnson) – 49:08 | 1–1          |                                                          |            | Játékvezető: Rob Hearn Vonalbírók: Jay Borman Václav Český |
| Mayer – 51:43 | 2–1          |                                                          |            |                                                            |
| | 2–2          | 58:11 – Svensson (Forsberg, Jonsson) (PP)                |            |                                                            |

| Csapat       | Helyezés |
| ------------ | -------- |
| Kanada (CAN) |          |

## Műkorcsolya
| Versenyző                      | Versenyszám  | Rövid program     | Rövid program | Rövid program | Kűr               | Kűr     | Kűr         | Összesítés         | Összesítés |
| Versenyző                      | Versenyszám  | Több. hely. száma | Hely.         | Hely. pont.   | Több. hely. száma | Hely.   | Hely. pont. | Helyezési pontszám | Helyezés   |
| ------------------------------ | ------------ | ----------------- | ------------- | ------------- | ----------------- | ------- | ----------- | ------------------ | ---------- |
| Elvis Stojko                   | Férfi egyéni | 8×2+              | 2.            | 1,0           | 8×3+              | 2.      | 2,0         | 3,0                |            |
| Kurt Browning                  | Férfi egyéni | 9×12+             | 12.           | 6,0           | 7×4+              | 3.      | 3,0         | 9,0                | 5.         |
| Sébastien Britten              | Férfi egyéni | 5×10+             | 10.           | 5,0           | 7×10+             | 10.     | 10,0        | 15,0               | 10.        |
| Josée Chouinard                | Női egyéni   | 5×8+              | 8.            | 4,0           | 8×9+              | 9.      | 9,0         | 13,0               | 9.         |
| Susan Anne Humphreys           | Női egyéni   | 5×25+             | 26.           | 13,0          | kiesett           | kiesett | kiesett     | kiesett            | kiesett    |
| Isabelle Brasseur Lloyd Eisler | Páros        | 8×3+              | 3.            | 1,5           | 5×3+              | 3.      | 3,0         | 4,5                |            |
| Kristy-Lee Sargeant Kris Wirtz | Páros        | 7×11+             | 11.           | 5,5           | 6×10+             | 10.     | 10,0        | 15,5               | 10.        |
| Jamie Salé Jason Turner        | Páros        | 5×14+             | 14.           | 7,0           | 6×12+             | 12.     | 12,0        | 19,0               | 12.        |

| Versenyző                      | Versenyszám | Kötelező tánc 1   | Kötelező tánc 1 | Kötelező tánc 1 | Kötelező tánc 2   | Kötelező tánc 2 | Kötelező tánc 2 | Eredeti (original) tánc | Eredeti (original) tánc | Eredeti (original) tánc | Kűr               | Kűr   | Kűr         | Összesítés         | Összesítés |
| Versenyző                      | Versenyszám | Több. hely. száma | Hely.           | Hely. pont.     | Több. hely. száma | Hely.           | Hely. pont.     | Több. hely. száma       | Hely.                   | Hely. pont.             | Több. hely. száma | Hely. | Hely. pont. | Helyezési pontszám | Helyezés   |
| ------------------------------ | ----------- | ----------------- | --------------- | --------------- | ----------------- | --------------- | --------------- | ----------------------- | ----------------------- | ----------------------- | ----------------- | ----- | ----------- | ------------------ | ---------- |
| Shae-Lynn Bourne Victor Kraatz | Jégtánc     | 5×10+             | 10.             | 2,0             | 6×10+             | 10.             | 2,0             | 6×10+                   | 10.                     | 6,0                     | 5×9+              | 10.   | 10,0        | 20,0               | 10.        |

## Rövidpályás gyorskorcsolya
Férfi
| Versenyző                                                     | Versenyszám  | Előfutam | Előfutam | Negyeddöntő | Negyeddöntő | Elődöntő | Elődöntő | B döntő  | B döntő  | Döntő         | Döntő         | Helyezés |
| Versenyző                                                     | Versenyszám  | Idő      | Hely.    | Idő         | Hely.       | Idő      | Hely.    | Idő      | Hely.    | Idő           | Hely.         | Helyezés |
| ------------------------------------------------------------- | ------------ | -------- | -------- | ----------- | ----------- | -------- | -------- | -------- | -------- | ------------- | ------------- | -------- |
| Frédéric Blackburn                                            | 500 m        | 44,38    | 2.       | 45,20       | 1.          | 44,40    | 3.       | 44,97    | 1.       |               |               | 5.       |
| Frédéric Blackburn                                            | 1000 m       | 1:32,11  | 1.       | 1:30,83     | 1.          | 1:41,71  | 3.       | kizárták | kizárták |               |               | 8.       |
| Derrick Campbell                                              | 500 m        | 44,72    | 1.       | 1:20,27     | 4.          | kiesett  | kiesett  | kiesett  | kiesett  | kiesett       | kiesett       | 11.      |
| Derrick Campbell                                              | 1000 m       | 1:33,00  | 1.       | 1:31,82     | 2.          | 1:36,12  | 2.       |          |          | nem ért célba | nem ért célba | 6.       |
| Marc Gagnon                                                   | 500 m        | 44,69    | 1.       | 43,84       | 1.          | 44,08    | 1.       |          |          | 52,74         | 4.            | 4.       |
| Marc Gagnon                                                   | 1000 m       | 1:32,52  | 1.       | 1:31,93     | 1.          | 2:16,27  | 4.       | 1:33,03  | 1.       |               |               |          |
| Frédéric Blackburn Derrick Campbell Marc Gagnon Stephen Gough | 5000 m váltó |          |          |             |             | 7:13,76  | 1.       |          |          | 7:20,40       | 4.            | 4.       |

Női
| Versenyző                                                          | Versenyszám  | Előfutam | Előfutam | Negyeddöntő | Negyeddöntő | Elődöntő | Elődöntő | B döntő | B döntő | Döntő   | Döntő   | Helyezés |
| Versenyző                                                          | Versenyszám  | Idő      | Hely.    | Idő         | Hely.       | Idő      | Hely.    | Idő     | Hely.   | Idő     | Hely.   | Helyezés |
| ------------------------------------------------------------------ | ------------ | -------- | -------- | ----------- | ----------- | -------- | -------- | ------- | ------- | ------- | ------- | -------- |
| Isabelle Charest                                                   | 500 m        | 46,92    | 1.       | 47,25       | 1.*         | kizárták | kizárták | kiesett | kiesett | kiesett | kiesett | 7.*      |
| Isabelle Charest                                                   | 1000 m       | 1:39,55  | 1.       | 1:40,29     | 1.          | 1:37,89  | 3.       | 1:37,49 | 1.      |         |         | 6.       |
| Sylvie Daigle                                                      | 500 m        | 46,98    | 1.       | 55,59       | 3.          | kiesett  | kiesett  | kiesett | kiesett | kiesett | kiesett | 10.      |
| Sylvie Daigle                                                      | 1000 m       | 1:41,88  | 1.       | 1:38,82     | 1.          | kizárták | kizárták | kiesett | kiesett | kiesett | kiesett | 7.       |
| Christine Boudrias Isabelle Charest Sylvie Daigle Nathalie Lambert | 3000 m váltó |          |          |             |             | 4:26,94  | 1.       |         |         | 4:32,04 | 2.      |          |

## Síakrobatika
Ugrás
| Versenyző        | Versenyszám | Selejtező | Selejtező | Döntő   | Döntő    |
| Versenyző        | Versenyszám | Pont      | Helyezés  | Pont    | Helyezés |
| ---------------- | ----------- | --------- | --------- | ------- | -------- |
| Andy Capicik     | Férfi       | 207,29    | 6.        | 219,07  | 4.       |
| Nicolas Fontaine | Férfi       | 206,64    | 7.        | 210,81  | 6.       |
| Lloyd Langlois   | Férfi       | 221,61    | 3.        | 222,44  |          |
| Philippe LaRoche | Férfi       | 222,65    | 2.        | 228,63  |          |
| Katherina Kubenk | Női         | 115,01    | 19.       | kiesett | kiesett  |
| Caroline Olivier | Női         | 153,03    | 4.        | 138,96  | 8.       |

Mogul
| Versenyző         | Versenyszám | Selejtező | Selejtező | Döntő   | Döntő    |
| Versenyző         | Versenyszám | Pont      | Helyezés  | Pont    | Helyezés |
| ----------------- | ----------- | --------- | --------- | ------- | -------- |
| Jean-Luc Brassard | Férfi       | 26,78     | 1.        | 27,24   |          |
| John Smart        | Férfi       | 25,47     | 6.        | 24,96   | 7.       |
| Genevieve Fortin  | Női         | 21,72     | 19.       | kiesett | kiesett  |
| Katherina Kubenk  | Női         | 22,24     | 15.       | 21,08   | 16.      |
| Julie Steggall    | Női         | 18,43     | 23.       | kiesett | kiesett  |
| Bronwen Thomas    | Női         | 23,40     | 9.        | 23,57   | 9.       |

## Sífutás
Férfi
| Versenyző     | Versenyszám         | Eredmény  | Helyezés |
| ------------- | ------------------- | --------- | -------- |
| Dany Bouchard | 10 km               | 27:09,5   | 49.      |
| Dany Bouchard | 15 km üldözőverseny | 43:13,2   | 52.      |
| Dany Bouchard | 30 km               | 1:23:06,9 | 50.      |
| Dany Bouchard | 50 km               | 2:23:09,0 | 51.      |

## Szánkó
| Versenyző            | Versenyszám | 1. futam | 1. futam | 2. futam | 2. futam | 3. futam | 3. futam | 4. futam | 4. futam | Összesítés | Összesítés |
| Versenyző            | Versenyszám | Idő      | Hely.    | Idő      | Hely.    | Idő      | Hely.    | Idő      | Hely.    | Idő        | Helyezés   |
| -------------------- | ----------- | -------- | -------- | -------- | -------- | -------- | -------- | -------- | -------- | ---------- | ---------- |
| Clay Ives            | Férfi egyes | 51,518   | 20.      | 51,822   | 22.      | 51,699   | 21.      | 51,647   | 20.      | 3:26,686   | 20.        |
| Bob Gasper Clay Ives | Kettes      | 48,899   | 10.      | 48,792   | 7.       |          |          |          |          | 1:37,691   | 8.*        |

* - egy másik csapattal azonos eredményt ért el